# Troféu Premier League Ásia de 2009
O Troféu Premier League Ásia de 2009 foi a quarta edição do torneio disputada nos dias 29 e 31 de Julho de 2009. Todas as partida ocorreram em Pequim no Estádio dos Trabalhadores. O Tottenham Hotspur sagrou-se campeão.

## Resultados
|  | Semifinais                                               | Semifinais                                               |   |                                                          | Final                                                    | Final |  |
|  |                                                          |                                                          |   |                                                          |                                                          |       |  |
|  | 29 de Julho de 2009 – Pequim (Estádio dos Trabalhadores) |                                                          |   |                                                          |                                                          |       |  |
|  | West Ham United                                          | 0                                                        |   |                                                          |                                                          |       |  |
|  | Tottenham Hotspur                                        | 1                                                        |   |                                                          |                                                          |       |  |
|  |                                                          |                                                          |   |                                                          |                                                          |       |  |
|  |                                                          |                                                          |   |                                                          | 31 de Julho de 2009 – Pequim (Estádio dos Trabalhadores) |       |  |
|  |                                                          |                                                          |   |                                                          | Tottenham Hotspur                                        | 3     |  |
|  |                                                          | Hull City                                                | 0 |                                                          |                                                          |       |  |
|  |                                                          |                                                          |   |                                                          |                                                          |       |  |
|  |                                                          |                                                          |   |                                                          |                                                          |       |  |
|  |                                                          |                                                          |   |                                                          | Terceiro lugar                                           |       |  |
|  | 29 de Julho de 2009 - Pequim (Estádio dos Trabalhadores) | 29 de Julho de 2009 - Pequim (Estádio dos Trabalhadores) |   | 31 de Julho de 2009 – Pequim (Estádio dos Trabalhadores) | 31 de Julho de 2009 – Pequim (Estádio dos Trabalhadores) |       |  |
|  | Hull City                                                | 1 (5)                                                    |   | West Ham United                                          | 2                                                        |       |  |
|  | Beijing Guoan                                            | 1 (4)                                                    |   |                                                          | Beijing Guoan                                            | 0     |  |

## Jogos

### Semi finais
| 29 de Julho de 2009 | West Ham United | 0 – 1    | Tottenham Hotspur | Estádio dos Trabalhadores, Pequim       |
| 18:00 (UTC+8)       |                 | (Report) | Defoe 74'         | Público: 10,005 Árbitro: Andre Marriner |

| 29 de Julho de 2009 | Hull City   | 1 – 1    | Beijing Guoan | Estádio dos Trabalhadores, Pequim |
| 20:30 (UTC+8)       | Geovanni 9' | (Report) | Paul 47'      | Público: 15,000 Árbitro: Tan Hai  |

|                                          |     | Penalidades                                                      |  |
| Devitt Dawson Cousin Marney Hughes Folan | 5–4 | Tao Wei Zhou Ting Huang Bowen Sui Dongliang Guo Hui Zhang Xinxin |  |

### Disputa do 3º lugar
| 31 de Julho de 2009 | West Ham United          | 2 – 0    | Beijing Guoan | Estádio dos Trabalhadores, Pequim  |
| 18:00 (UTC+8)       | Gabbidon 80' · Hines 90' | (Report) |               | Público: 7,501 Árbitro: Sun Baojie |

### Final
| 31 de Julho de 2009 | Tottenham Hotspur               | 3 – 0    | Hull City | Estádio dos Trabalhadores, Pequim        |
| 20:30 (UTC+8)       | Keane 16', 68' (P) · Lennon 88' | (Report) |           | Público: 10,056 Árbitro: Martin Atkinson |

## Campeão
| Troféu Premier League Ásia de 2009 |
| ---------------------------------- |
| Tottenham Hotspur CAMPEÃO          |

## Artilharia
2 gol
- Robbie Keane (Tottenham Hotspur)

1 gol
- Jermain Defoe (Tottenham Hotspur)
- Geovanni (Hull City)
- William Paul Modibo (Beijing Guoan)
- Daniel Gabbidon (West Ham United)
- Zavon Hines (West Ham United)
- Aaron Lennon ([[Tottenham Hotspur F.C.|Tottenham Hotspur]